# Kagran (metropolitana di Vienna)
Kagran è una stazione della linea U1 della metropolitana viennese situata nel 22º distretto di Vienna, sopra a Wagramer Straße. La stazione prende il nome dal villaggio di Kagran, ora parte integrante della città, che si trovava nella stessa zona.

## Descrizione
La stazione è stata inaugurata il 3 settembre 1982 e originariamente era denominata Zentrum Kagran ed è stata rinominata in "Kagran" nel 1989. Fino al 2006, anno dell'entrata in servizio del prolungamento a nord per Leopoldau, è stata il capolinea settentrionale della linea U1.
La stazione si estende tra Donizettiweg e Prandaugasse e dispone di una banchina sopraelevata a isola accessibile tramite scale, scale mobili e ascensori. Una delle uscite conduce direttamente al cinema multi-sala Donauplex.
Nei pressi della stazione si trovano il Donauzentrum, il più grande centro commerciale di Vienna con una superficie totale di 225000 m², la pista di pattinaggio "Albert Schultz", inaugurata nel 1995 e numerosi locali di intrattenimento.

## Ingressi
- Dr.-Adolf-Schärf-Platz
- Donauzentrum
- Donauplex